# Nafissa Sid Cara
Pour les articles homonymes, voir Sid.
Nafissa Sid Cara, née le 19 avril 1910 à Saint-Arnaud (Algérie) et morte le 3 janvier 2002 dans le 16e arrondissement de Paris, est une femme politique française.
Élue députée en 1958 dans la deuxième circonscription d'Alger-banlieue, elle est nommée l’année suivante secrétaire d’État chargée des Questions sociales en Algérie et de l'Évolution du statut personnel de droit musulman, devenant ainsi la première femme membre d'un gouvernement de la Cinquième République et la première secrétaire d'État de confession musulmane.

## Biographie
Elle est née le 19 avril 1910 à Saint-Arnaud (actuelle El Eulma), près de Sétif, en Algérie.
Elle est issue d'une famille algérienne d'origine turque.

### Enfance et études
Fille d'un instituteur, elle fait partie d'une fratrie de sept enfants. « Je dois dire que mes parents et mes grands-parents, fidèles à l'émir Abd el-Kader, ne voulaient pas que la voie qu'il avait ouverte pour la modernisation de l'Algérie, en symbiose avec les valeurs françaises, se referme. (…) Donc une fille, dans le lieu même de sa naissance, le lieu où sa famille était connue et respectée devait, élevée dans la spiritualité de l'Islam, se construire dans la culture française, au grand jour et à découvert. Un matin, mon grand-père me prit dans ses bras, m'enveloppa des deux pans de son burnous blanc et me déposa dans la cour de l'école maternelle. »
Certificat d'études, brevet élémentaire, École normale des instituteurs de Constantine, la jeune Nafissa est une élève studieuse, puis une étudiante brillante. Grâce à l'école de la République, elle devient institutrice. Dans les années 1920, en Algérie, le taux de scolarisation des jeunes filles est très faible. Cependant, la jeune Nafissa, d'étape en étape, arrive aux portes de la casbah d'Alger.
Professeur de lettres au collège technique de la rue Marengo, sa candidature au poste de direction devenu vacant est repoussée. « Je n'étais pas encore française à part entière. Néanmoins j'ai assumé en quelque sorte la direction morale et intellectuelle de l'établissement(…). C'est dans cette situation qu'il arrivait aux adolescentes d'évoquer souvent, pour moi, l'implacable logique du sort qui leur était réservé ».
Elle incarne cette génération de jeunes Algériennes qui refusent la fatalité d'une société archaïque, immobile, où la femme a du mal à exister en tant que telle. Pour ce motif surtout, elle espère le maintien de l'Algérie dans la France. Au cours de conférences et d'émissions à la radio, au nom du mouvement de Solidarité féminine, dont elle fait partie, elle clame sa conviction de la nécessaire émancipation de la femme musulmane. Lorsqu'en 1958, des amis lui demandent de se présenter aux élections législatives et qu'elle accepte, son objectif est « la reconnaissance de la dignité de la femme musulmane. ».

### Parcours politique
Nafissa Sid Cara est élue le 30 novembre 1958 députée d'Alger-campagne à l'Assemblée nationale française et rejoint le groupe parlementaire Unité de la République. Les événements de 1958 en Algérie ont fait naître, selon elle, une grande espérance, notamment pour les femmes musulmanes et les jeunes filles qui « étouffaient » dans ce pays marqué par la rébellion. Leur souffrance rejoignait celle des femmes européennes qui, elles, aux dires de Nafissa Sid Cara, « étouffaient d'angoisse ». « Et alors, brusquement les unes et les autres (…) se sont rendu compte qu'elles avaient un lien commun : la souffrance. Elles se sont rendu compte qu'en elles-mêmes il y avait un désir ardent et commun, un désir de paix. Elles se sont trouvé une voix et une espérance commune : le général de Gaulle (…) ».
La question de la femme musulmane dans la société est l'une de ses principales préoccupations. 
Dans un discours prononcé le 25 mai 1959, elle dresse l'état de la condition féminine en Algérie et de la société algérienne en général : « Ces femmes musulmanes… qu'étaient-elles ? Pour la plupart, des inconnues avec lesquelles on ne comptait pas. Pourquoi ? Parce que beaucoup parmi elles étaient illettrées, pauvres. Elles étaient préoccupées par une vie toute matérielle et par conséquent en étaient les esclaves. Ce que je vous dis concerne surtout les femmes des campagnes, celles des montagnes, celles des djebels qui mènent une vie archaïque, moyenâgeuse, extrêmement dure. Ces femmes des montagnes, toutes pour la plupart habitent une maison à pièce unique, sans ouvertures. Elles ont comme seul horizon évidemment le paysage, qui est très beau, mais comme seul horizon le mari et les enfants, leur unique joie ». Évoquant ensuite la situation des femmes qui demeurent dans les villes, elle précise : « Illettrées et pauvres, (ces femmes) ont cependant senti qu'il fallait envoyer leurs enfants à l'école et elles les y ont envoyés. Mais lorsque les fillettes atteignaient l'âge de 12, 13, 14 ans, elles se voyaient bouclées, coupées de l'extérieur, ramenées à la maison, voilées et mariées ». Et Nafissa Sid Cara, avec une grande lucidité, évoque alors leur « résignation » et leur « tristesse ». 
Abordant les difficultés des jeunes filles et des familles « qui ont tout de même rompu avec les traditions » et qui ont pu poursuivre des études, elle décrit l'état archaïque de la société algérienne. « Elles ont eu à lutter contre l'hostilité des femmes âgées, des grands-mères, des tantes qui ne voulaient pas les voir "faire l'instruction", parce que l'instruction, c'était l'émancipation, la rupture avec les traditions et par conséquent avec la famille (…. Elles ont eu à lutter contre l'hostilité des voisines nombreuses et jalouses. Du côté européen, elles ont aussi à lutter contre des réticences, car elles n'étaient pas complètement acceptées ; il y avait quand même des différences entre la jeune fille musulmane et la jeune fille européenne qui poursuivaient des études sur le même banc. Des différences de costume par exemple (pour la jeune musulmane), il fallait (…) que le corps ne soit pas découvert et alors la robe était trop longue, trop large, elle n'était jamais à la mode. (…) Ces jeunes filles (…) ont souffert d'avoir en somme rompu avec le milieu familial et d'un autre côté, de ne pas se sentir à l'aise avec le milieu européen ». Nafissa Sid Cara n'a jamais, d'après les témoignages, porté le voile. Elle précise même qu'en enlevant leur voile au cours d'une récente manifestation, les femmes musulmanes ont voulu montrer « que maintenant, elles sont aussi une force généreuse et constructive, une force avec laquelle il fallait compter ».
Le 23 janvier 1959, elle devient secrétaire d'État « chargée des questions sociales en Algérie et de l'évolution du statut personnel de droit musulman » dans le gouvernement Michel Debré et le reste malgré plusieurs remaniements successifs jusqu'au 14 avril 1962. Elle signe une ordonnance, conjointement avec Michel Debré, le 4 février 1959 sur la condition de la femme musulmane, qui dispose que « les mariages se contracteront par consentement verbal et libre des deux époux ». Les nationalistes algériens du FLN critiquent vertement cette décision, considérant que la laïcité prônée par la métropole - donc l'ordonnance du 4 février 1959 - viole les principes de l'islam et est une atteinte au Coran Les patriotes algériens n'admettent pas les réformes voulues par le gouvernement dont fait partie Nafissa Sid Cara. Forte de ses convictions, elle persiste.
Nafissa Sid Cara intervient au conseil des ministres du 21 février 1962 pour attirer l'attention du gouvernement sur le sort des harkis, restés fidèles à la France alors que l'Algérie est en voie d'obtenir l'indépendance. Le président de la République, Charles de Gaulle, lui répond : « Croyez-vous vraiment, Mademoiselle, que sauf les exceptions dont nous avons le devoir de nous occuper aujourd’hui, dont nous devons nous préoccuper demain, la grande majorité des musulmans ne soit pas favorable à l’indépendance, qu’elle ne leur apparaisse pas comme la solution inévitable ? »,.

### Après le gouvernement

#### Porte-parole des Algériens de France
Son attachement au général de Gaulle est évident, ce qui peut surprendre parce qu'elle partage alors le sort de nombre de rapatriés d'Algérie qui ne cessent de critiquer le gouvernement et le Général en particulier.
Le 11 juillet 1974, elle écrit à Valery Giscard d'Estaing, devenu président de la République, pour attirer son attention sur le problème des harkis. Inspectrice générale des affaires sociales jusqu'en 1975, elle devient en 1979 membre de la Commission nationale chargée de l'étude des problèmes des Français musulmans.

#### Port du voile islamique
Dans un brouillon de discours manuscrit datant des années 1993-1995, en vue d'une intervention à la Journée des femmes, on lit à propos du foulard islamique que « les adolescentes issues de familles musulmanes du Maghreb installées à divers titres en France » arborent, elle livre ce diagnostic : « Ces jeunes filles sont nées sur le territoire français (…) scolarisées dès l'enfance, elles se trouvent maintenant pour la plupart sur les bancs des lycées, à une période où les mutations sont multiples, leur personnalité s'est forgée dans un milieu social difficile et dans des conditions de vie précaire. Victimes souvent de l'acculturation, elles n'ont pas cessé de chercher leur identité dont l'assurance fait tenir debout tout individu. Elles se sont tournées vers le passé de leurs grands-parents et parents, elles ne s'y sont pas reconnues totalement. Elles ont regardé la France : elles ont peut-être eu le sentiment que la France ne fait que les tolérer. Elles se sentent donc pour ainsi dire exilées dans leur pays natal et frustrées d'identité ». Mais, constate-t-elle, « elles veulent malgré tout se tenir debout, elles aussi. C'est pourquoi, me semble-t-il, certaines ont eu recours au voile de la moralité ancestrale ».
Elle suggère quelques méthodes :
- une action de communication vers les camarades, « filles de France, surtout si elles sont à l'âge de 16 ou 17 ans », de ces jeunes musulmanes ; la solidarité, la sympathie et le « respect de l'autre qui caractérise l'adolescence » peuvent permettre aux premières d'entendre et de trouver des solutions pour s'extraire de leur isolement;
- s'appuyer sur « des pédagogues des établissements »;
- favoriser « l'intervention dans l'enceinte des établissements des médecins de confession musulmane qui les aideraient à concevoir que Dieu n'est pas ennemi du corps dans son geste et dans son fonctionnement puisqu'aussi bien, il l'a créé. Pourquoi cacher et se cacher de ce sujet d'émerveillement ? »

Lucide, elle admet que des stratégies politiques peuvent se cacher derrière la volonté d'imposer un voile aux jeunes musulmanes. Il « est possible et même vraisemblable que des pédagogues repèrent des infiltrations déstabilisatrices ou destructrices ». Il est clair alors pour Nafissa Sid Cara qu'il convient « d'agir en conséquence ».
Elle termine ainsi son projet de discours : « Femmes de France (…). Faites que les portes des établissements scolaires ne soient pas fermées à celles qui portent le voile. Mais que ces jeunes filles sachent, par moi entre autres, que leurs aînées ont ôté le voile de leur propre gré pour s'affirmer dans la liberté, dans la dignité et dans leur identité de femme, sans pour autant, quant à la plupart d'entre elles, cesser d'être musulmanes. Qu'elles n'oublient pas qu'aujourd'hui de nouveau les musulmanes d'Algérie manifestent tête nue pour leur liberté politique et culturelle au risque de leur vie, et que tout récemment encore, quatre d'entre elles viennent de la perdre dans ce combat. Qu'elles regardent la couverture du petit Larousse illustré, comme je l'ai découverte enfant : elles y verront l'effigie d'une jeune femme semant à tout vent la culture et qu'elles sachent bien que la culture est universelle ».

## Famille
Son frère, Chérif Sid Cara (1902-1999) a été un homme politique français, secrétaire d'État dans les éphémères gouvernements Bourgès-Maunoury et Gaillard dans les années 1950 sous la Quatrième République.
Partisan de l'Algérie française, il a été vice-président du Comité de salut public de l'Algérie aux côtés du général Massu en 1958 et partisan déclaré du putsch d'Alger de 1961.

## Hommage
- « Passage Nafissa-Sid-Cara », 19e arrondissement de Paris.

## Décorations
- Chevalier de la Légion d'honneur (30 novembre 1994) puis
- Commandeur de la Légion d'honneur (2 janvier 2001).[réf. nécessaire]